# چرخ‌دنده‌های ۵
چرخ‌دنده‌های ۵ (به انگلیسی: Gears 5) یک بازی ویدئویی در سبک تیراندازی سوم شخص است که توسط شرکت کانادایی کوالیشن توسعه یافته و به‌وسیلهٔ ایکس‌باکس گیم استودیوز در ۱۰ سپتامبر ۲۰۱۹، برای ایکس‌باکس وان و مایکروسافت ویندوز، و نوامبر ۲۰۲۰ برای ایکس‌باکس سری اکس/اس منتشر شد. این بازی پنجمین قسمت اصلی در مجموعه بازی‌های چرخ‌دنده‌های جنگ به‌شمار می‌رود و دنبالهٔ بازی چرخ‌دنده‌های جنگ ۴ (۲۰۱۶) محسوب می‌شود. این بازی برای اولین بار در کنفرانس مطبوعاتی شرکت مایکروسافت در طی نمایشگاه رسانه و تجارت ای۳ ۲۰۱۸ رونمایی شد. بر خلاف نسخه‌های قبلی مجموعه بازی‌های چرخ‌دنده‌های جنگ، این بازی تنها تحت عنوان مختصر چرخ‌دنده‌های ۵ نامگذاری شده است.
چرخ‌دنده‌های ۵ مستقیماَ داستان پس از چرخ‌دنده‌های جنگ ۴ را روایت می‌کند و در دنیای سِرا (World Of Sera) جریان دارد.

## بازتاب‌ها
| گردآورنده  | امتیاز                        |
| ---------- | ----------------------------- |
| گیم‌رنکینگز | ۸۴٫۲۹٪                        |
| متاکریتیک  | ۸۵/۱۰۰ (اکس‌وان) ۸۲/۱۰۰ (پی‌سی) |

| ناشر                    | امتیاز    |
| ----------------------- | --------- |
| الکترونیک گیمینگ مانثلی | ۸/۱۰      |
| یوروگیمر                | توصیه شده |
| گیم اینفورمر            | ۸٫۵/۱۰    |
| گیم رولیشن              | ۴/۵       |
| گیم‌اسپات                | ۹/۱۰      |
| گیمز ریدار+             | 4/5 ستاره |
| آی‌جی‌ان                  | ۹/۱۰      |

چرخ‌دنده‌های ۵ بر طبق بازبینی جمعی وبگاه متاکریتیک به‌طور کلی با واکنش‌های مثبتی از سوی منتقدان همراه بود. منتقدان روند بازی، پیکار و نبردها، ارائه و میزان محتوای بازی را مورد تحسین قرار دادند اما داستان و فقدان نوآوری را مورد انتقاد قرار دادند.